# Friedrich Bullinger

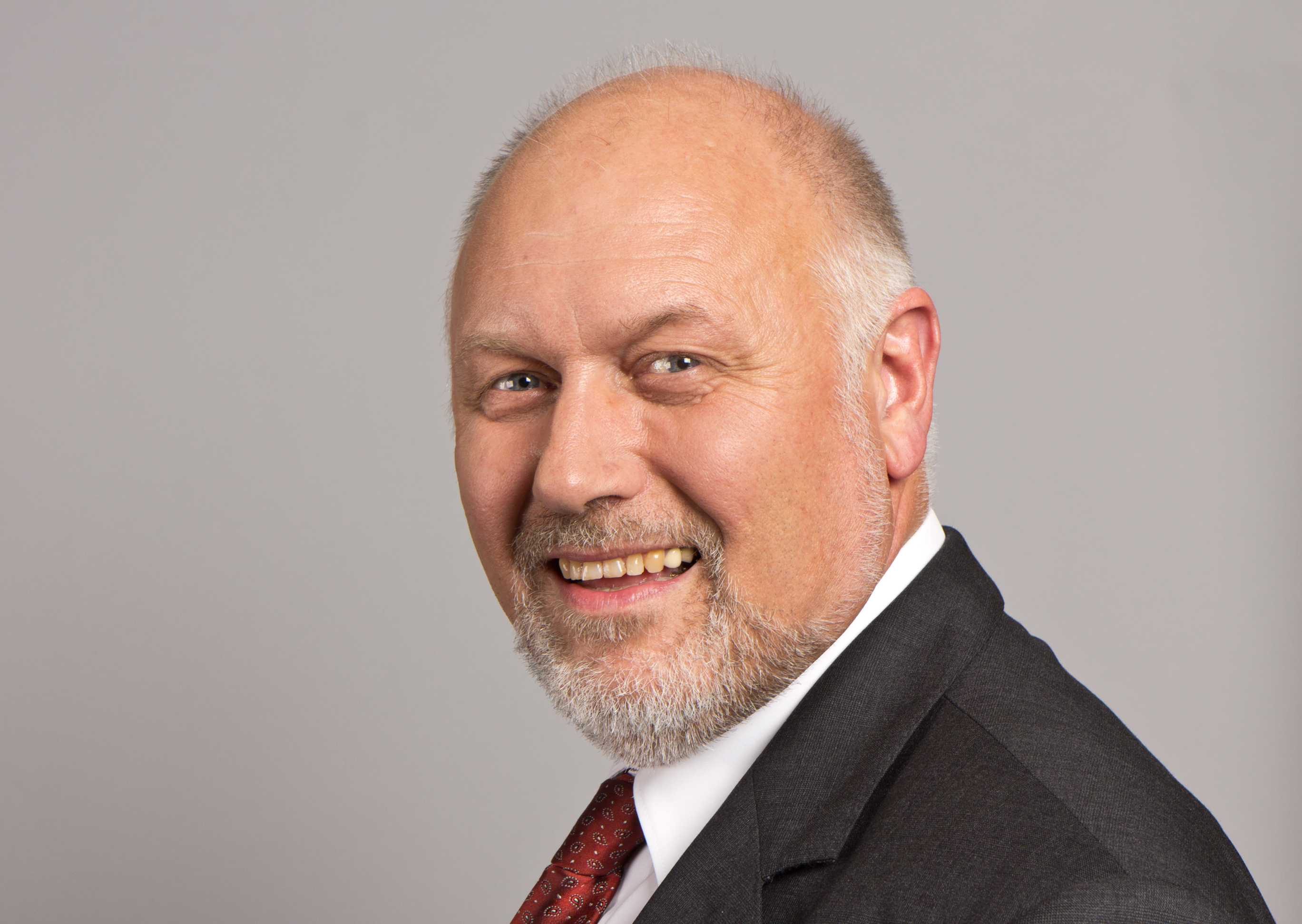
Friedrich Bullinger (2013)

Friedrich Bullinger (* 25. Juli 1953 in Schwäbisch Hall) ist ein deutscher Politiker (FDP/DVP). Von 2006 bis 2018 war er Mitglied des Landtages von Baden-Württemberg.

## Ausbildung
Nach einer Lehre als praktischer Landwirt studierte er Landbau an der Fachhochschule Nürtingen sowie Rechts- und Agrarwissenschaften an den Universitäten Heidelberg und Göttingen. 1982 schloss er sein Studium mit dem Grad eines Dipl.-Ing. agrar. ab. 1984 folgte die externe Promotion zum Dr. sc. agrar. an der Universität Göttingen.

## Berufliche und Politische Tätigkeit
Nach sechs Jahren im bayerischen Staatsdienst als Berater für Betriebswirtschaft in Mittelfranken wechselte er 1988 zum Landtag von Baden-Württemberg, wo er bis 1996 parlamentarischer Berater war. 1996 bis 1998 war er als Ministerialrat in der Zentralstelle des Wirtschaftsministeriums Baden-Württemberg tätig. Im Anschluss wechselte er ins Landesgewerbeamt Baden-Württemberg, dessen Präsident er vom 1. Oktober 2000 bis Ende 2003 war. Zum 1. Januar 2004 kehrte er als Amtschef im Amt eines Ministerialdirektors ins Wirtschaftsministerium zurück.
Seit 1976 ist er Mitglied der FDP, seit 1989 Gemeinderat in seinem Wohnort Rot am See für die Liste Aktiv & Offen, seit 1999 Mitglied des Kreistages des Landkreises Schwäbisch Hall. Bei der baden-württembergischen Landtagswahl am 26. März 2006 trat er als FDP-Kandidat im Wahlkreis 22 (Schwäbisch Hall) an und wurde mit einem Zweitmandat in den Landtag gewählt. Wegen seines Mandats schied er am 15. April 2006 aus dem Staatsdienst aus. Bei der Landtagswahl am 27. März 2011 wurde er erneut gewählt. Im Landtag war Bullinger in der 15. Wahlperiode Mitglied (2006–2011) im Innenausschuss und im Ausschuss für den Ländlichen Raum und Verbraucherschutz. Er war außerdem stellvertretender Vorsitzender der siebenköpfigen FDP/DVP-Fraktion.
Mit Ablauf des 31. Juli 2018 legte er im Alter von 65 Jahren sein Mandat nieder. Für ihn rückte sein Ersatzkandidat Stephen Brauer in den Landtag nach.

## Familie und Privates
Friedrich Bullinger ist evangelisch. Er ist verheiratet und hat drei Kinder. Sein Sohn Daniel Bullinger ist seit 2021 Oberbürgermeister von Schwäbisch Hall und war zuvor von 2012 bis 2021 Bürgermeister der Gemeinde Oberrot.